# ミハイル・ポルトラーニン
ミハイル・ニキフォロヴィチ・ポルトラーニン（Михаил Никифорович Полторанин、Mikhail Nikiforovich Poltoranin、1939年11月22日 - ）は、ソビエト連邦およびロシアの政治家、ジャーナリスト。ボリス・エリツィンの初期の側近のひとり。
1939年ソビエト連邦カザフ共和国の東カザフスタン州レニノゴルスク市出身。1964年カザフ大学に入学し、1968年ソ連共産党中央委員会付属高級党学校を卒業する。その後、ジャーナリストとなり、いくつかの新聞社、雑誌社で特派員や編集者として勤務する。1986年から1989年まで「モスコフスカヤ・プラウダ」紙編集委員。
1989年ソ連人民代議員に選出され、同時に地域間代議員グループに加盟、調整委員会メンバーに選出された。1991年ソ連8月クーデターでは、エリツィンを支持した。1990年7月からエリツィンの下でロシア共和国出版・情報相となり、ソ連崩壊後も職にあった。1992年2月から新聞・情報担当の副首相に就任するが、第一副首相や国務長官を務めたゲンナジー・ブルブリスや首相代行などを歴任したエゴール・ガイダールらとともにしばしば批判された。1992年12月ロシア連邦情報センター所長。 